# Licopodiàcies
Les licopodiàcies (Lycopodiaceae) són una família de plantes vasculars sense llavors de la classe Lycopodiopsida, que inclou els licopodis. Com tots els pteridòfits no produeixen flors ni  llavors. Aquestes plantes presenten alternança de generacions i l'individu principal és un esporòfit que produeix espores. Estan relacionades amb les plantes vasculars més primitives. Els esporangis són molt petits i es reuneixen en estructures especialitzades (esporofil.les) situades habitualment a l'àpex d'un brot. Hi ha espècies descrites a tot el mon, però bàsicament a les regions intertropicals.
sorus

## Taxonomia
La taxonomia dels pteridòfits segueix sent un camp d'estudi on sovint es presenten noves propostes de classificació i altres queden obsoletes. El juny de 2024 es va publicar la "Checklist of Ferns and Lycophytes of the World" que reconeixia els següents 17 gèneres com a membres de les licopodiàcies. Tots ells estan reconeguts per la classificació del Grup de Filogènia de Pteridofits de 2016, excepte el gènere Brownseya, descrit el 2021.:
- Lycopodiaceae
  - Sb.F Huperzioideae Wagner & Beitel ex Øllgaard
    - Huperzia s.s. Bernhardi
    - Phylloglossum Kunze
    - Phlegmariurus (Herter) Holub

  - Sb.F Lycopodielloideae Wagner & Beitel ex Øllgaard
    - Brownseya Zhang et al.
    - Palhinhaea Franco & Vasconcellos
    - Lateristachys Holub
    - Pseudolycopodiella Holub
    - Lycopodiella Holub

  - Sb.F Lycopodiastroideae Zhang & Zhou
    - Lycopodiastrum Holub ex Dixit

  - Sb.F Lycopodioideae Eaton ex Øllgaard
    - Diphasiastrum Holub
    - Lycopodium s.s. von Linné
    - Spinsorusulum Haines
    - Pseudolycopodium Preslia ex Holub
    - Pseudodiphasium Holub
    - Austrolycopodium Holub
    - Dendrolycopodium Haines
    - Diphasium Presl ex Rothmaler

les esporofil·les
Segons les mateixes fonts hi ha al voltant de 500 espècies de licopodiàcies.
La subfamília de les Huperzioideae és sensiblement diferent de la resta de licopodiàcies, ja que els esporangis no formen un estròbil al capdamunt de les tiges fèrtils si no que es troben formant una mena de sorus isolats a l'axil·la de les fulles fèrtils (esporofil·les) situades entremig de la tija. En algunes obres científiques se'ls havia donat categoria de família (huperziàcies), encara que no ha estat acceptada globalment.

## Usos
Hi ha diverses espècies medicinals i també espècies tòxiques. Les espores han estat utilitzades pels fabricants de violins durant segles per a tapar porus de la fusta. Aquest material és comercialment disponible a través de la coneguda Howard Core Company.
Una pólvora coneguda com a " pols de lycopodium", feta amb les espores seques es feia servir en els teatres victorians per a crear efectes de flames de combustió ràpida, brillant i amb poca calor.